# Костадин Самарджиев (Сатовча)
Вижте пояснителната страница за други личности с името Константин Самарджиев.
Костадин Трендафилов Самарджиев е български революционер, деец на Вътрешната македоно-одринска революционна организация.

## Биография
Костадин Самарджиев е роден на 25 ноември 1871 година в родопското българо-помашко село Сатовча, тогава в Османската империя. Работи като самарджия. Учителите в Сатовча го привличат към революционната организация и Самарджиев става председател на местния комитет на ВМОРО. Самарджиев подпомага дейността на българското училище, организира дейността на църковната община и изливането на камбана за църквата „Света Неделя“ и разпространява революционните идеи сред българското население. Събира средства за купуване на оръжие и за създаване на въоръжена охрана на Сатовча. През лятото на 1912 година е заловен при доставяне на пушки за ВМОРО. След освобождаването му, отново е арестуван в навечерието на Балканската война. Освободен е от Неврокопския затвор от българските части и е назначен за комендант на освободената Сатовча. По-късно става активист на Българския земеделски народен съюз.
Умира в родното си село през 1948 година.